# World Naked Bike Ride

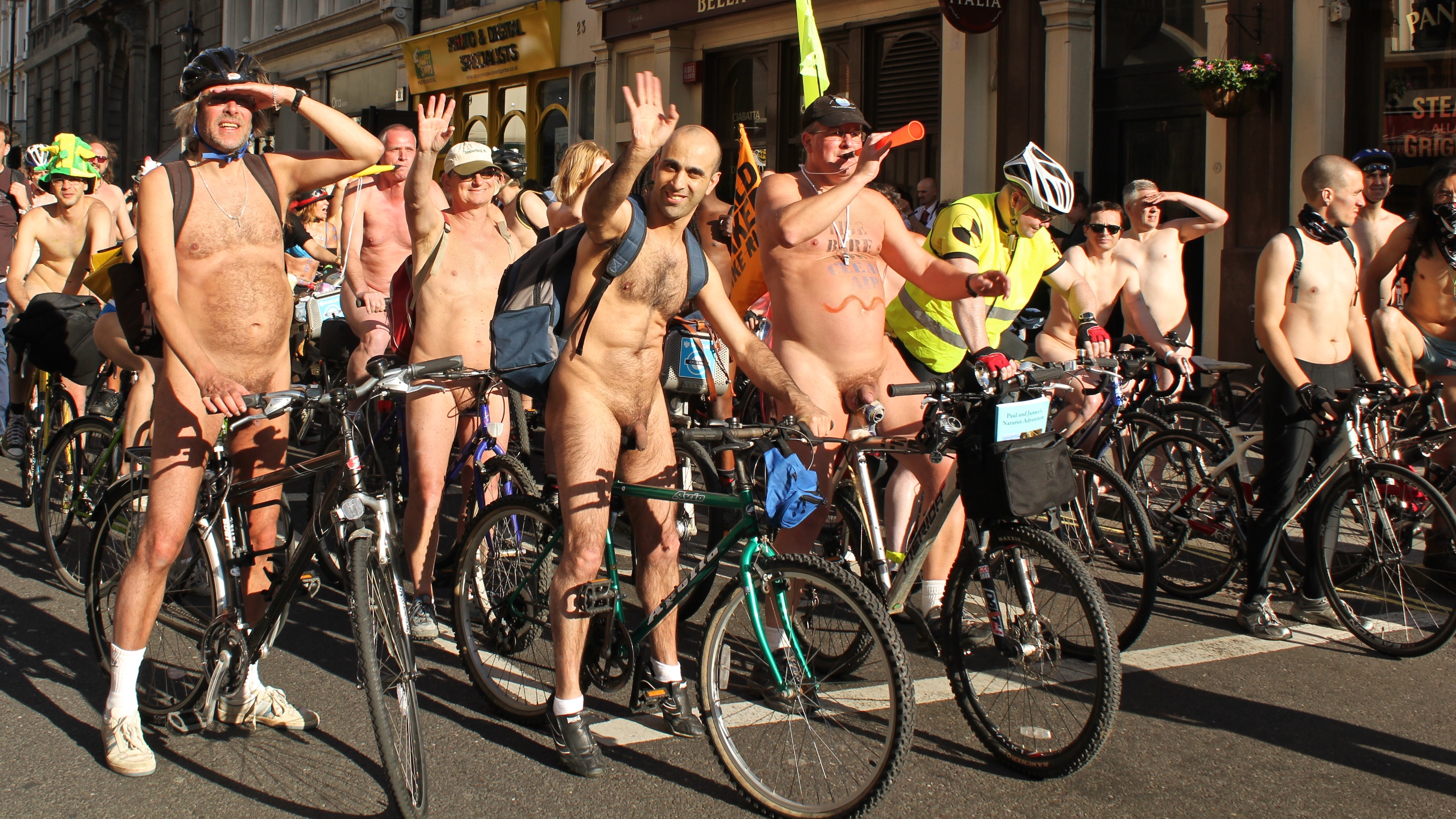
Przejazd przez Londyn czerwca 2012

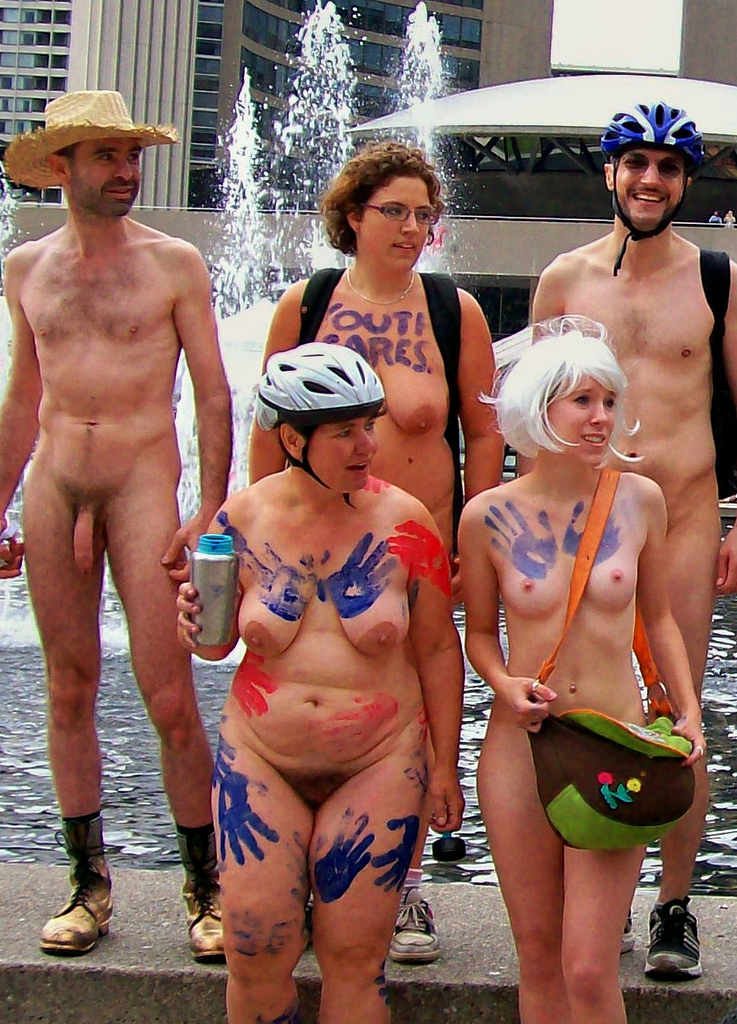
Przygotowania do WNBR w Toronto w 2011 r.

World Naked Bike Ride (WNBR), (pol. Światowy Przejazd Rowerem Nago) – międzynarodowa kampania, mająca charakter cyklicznie organizowanych przejazdów na rowerach nagich demonstrantów.

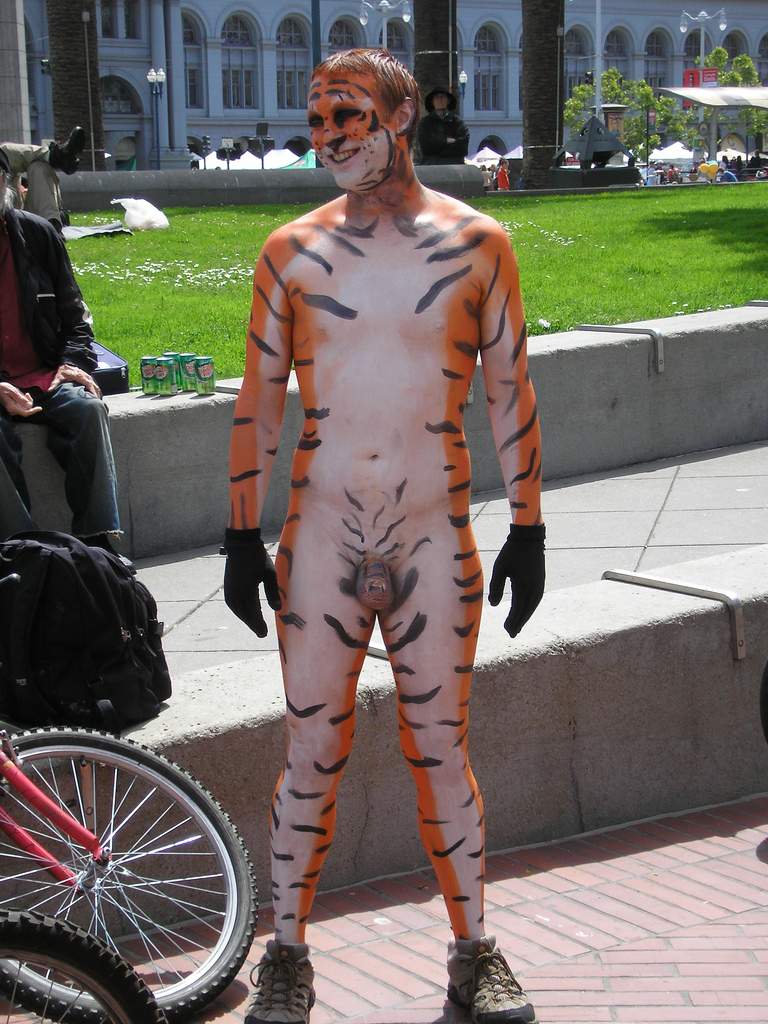

Po raz pierwszy wspólnie naturyści, artyści-pacyfiści i aktywiści z organizacji ochrony środowiska zorganizowali przejazd nagich osób na rowerach w roku 2001 w hiszpańskim mieście Saragossa. Był to protest przeciw globalnemu zanieczyszczaniu środowiska naturalnego. Impreza miała charakter lokalny. Oddźwięk medialny wydarzenia był pozytywny, a światowe media relacjonowały wiadomości o hiszpańskiej manifestacji w sposób przychylny. Zachęciło to działaczy podobnych organizacji w innych krajach do zorganizowania takich manifestacji na swoim terenie.
Pierwowzorem nagich przejazdów na rowerze były manifestacje ekologiczne z udziałem ubranych rowerzystów w ramach Masy Krytycznej.
W roku 2003 zawiązała się międzynarodowa grupa organizatorów pod kierownictwem Conrada Schmidta. W wyniku tych działań doszło do manifestacyjnego przejazdu nagich rowerzystów na kontynencie amerykańskim. Nadzy rowerzyści pojawili się m.in. w kanadyjskim mieście Vancouver i w takich miastach USA jak: Nowy Jork, Oregon, Portland, Chicago, Austin. Protesty skierowane były przeciw wojnie w Iraku.
W roku 2004 po raz pierwszy zaprezentowano międzynarodową wersję protestu World Naked Bike Ride. W efekcie przejazdy nagich demonstrantów miały miejsce na czterech kontynentach, w dziesięciu krajach, dwudziestu ośmiu miastach. W przejazdach wzięło udział kilka tysięcy osób, które przy tej okazji prezentowały różne lewicowe hasła polityczne. Podczas tych demonstracji do rowerzystów dołączyły osoby na wrotkach. Wspólnie z osobami nagimi w demonstracjach uczestniczyły także osoby ubrane.
Manifestacje były organizowane również w kolejnych latach.
Reakcje władz porządkowych w różnych krajach przybierały różne formy: od aresztowań części uczestników w USA po pełną ochronę organizacyjną imprezy w Wielkiej Brytanii i Francji. Wszystkie demonstracje były wcześniej zgłaszane jako mobilne i szybko przemieszczające się demonstracje uliczne.
WNBR London 2020 został odwołany z powodu pandemii koronawirusa SARS-CoV-2 i odbędzie się 12 czerwca 2021 roku.

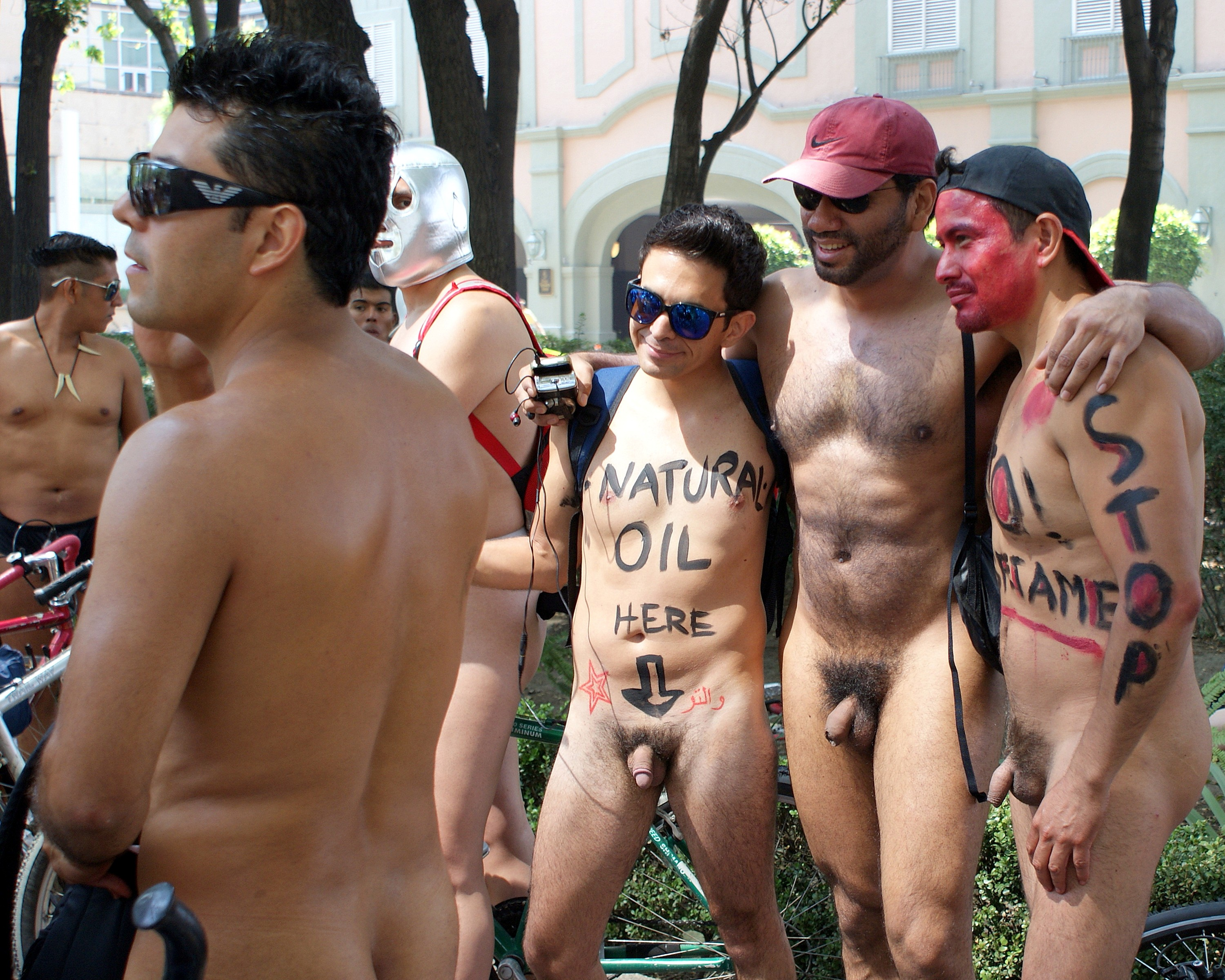

## W innych krajach
- Próby zorganizowania nagiej demonstracji w Krakowie w dniu 13 czerwca 2007 nie powiodły się, mimo to Kraków figuruje na liście miejsc, gdzie manifestacja WNBR się odbyła.
- Naturyzm rowerowy rozpowszechniony jest w Niemczech i nie ma charakteru politycznego. Jest on powszechnie tolerowany przez władze tego kraju.